# Boucles de l'Austreberthe
Les Boucles de l'Austreberthe sont une course cycliste française disputée tous les ans au mois de mai à Barentin, dans la Seine-Maritime. Créée en 1995, cette épreuve est organisée par l'USSA Pavilly Barentin. Elle fait partie du calendrier national de la Fédération française de cyclisme. 
L'édition 2020 est annulée en raison de la pandémie de maladie à coronavirus.

## Palmarès
| Année | Vainqueur             | Deuxième             | Troisième              |
| ----- | --------------------- | -------------------- | ---------------------- |
| 1995  | Erwan Jan             | Christophe Agnolutto | Régis Yon              |
| 1996  | Christophe Leroscouet | David Pagnier        | Erwan Jan              |
| 1997  | Sylvain Anquetil      | Gaëtan Sécher        | Christophe Leroscouet  |
| 1998  | Vincent Templier      | Mickaël Leveau       | Laurent Paumier        |
| 1999  | Sylvain Anquetil      | Cyril Bos            | Dariusz Skoczylas (nl) |
| 2000  | Miika Hietanen        | Olivier Grammaire    | Franck Bigaud          |
| 2001  | Gabriel Rasch         | Nicolas Méret        | Maxim Gourov           |
| 2002  | Régis Yon             | Dany Caprais         | Nicolas Paris          |
| 2003  | Jean-Philippe Yon     | Rodolphe Parent      | Benoît Legrix          |
| 2004  | Dominique Rollin      | Régis Ruet           | Pierrick Leclerc       |
| 2005  | David Le Lay          | Stéphane Cougé       | Médéric Clain          |
| 2006  | Mickaël Leveau        | Franck Charrier      | Jérémie Galland        |
| 2007  | Arnaud Godet          | Denis Cioban         | Alexandre Riegert      |
| 2008  | Guillaume Blot        | Samuel Plouhinec     | Anthony Colin          |
| 2009  | Tomasz Olejnik        | Guillaume Faucon     | Jérôme Fremin          |
| 2010  | Nicolas Bazin         | Pierre Drancourt     | Jarno Van Guyse        |
| 2011  | Alexandre Lemair      | Grégory Barteau      | Alexandre Gratiot      |
| 2012  | Stijn Steels          | Dieter Bouvry        | Jarno Gmelich          |
| 2013  | Alo Jakin             | Jeroen Hoorne        | Pierre Drancourt       |
| 2014  | Yann Guyot            | Mickael Olejnik      | Clément Penven         |
| 2015  | Erwann Corbel         | Marc Franken         | Alliaume Leblond       |
| 2016  | Kévin Le Cunff        | Melvin Rullière      | Michael Cools          |
| 2017  | Florian Maitre        | Risto Raid           | Fabien Schmidt         |
| 2018  | Risto Raid            | Théo Nonnez          | Yann Guyot             |
| 2019, | Léo Bouvier           | Matis Louvel         | Pierre Lebreton        |
| 2020  | annulé                |                      |                        |
| 2021  | Thomas Naudts         | Samuel Leroux        | Cériel Desal           |
| 2022  | Anthony Macron        | Kévin Le Cunff       | Jérémy Roma            |
| 2023  | Léandre Lozouet       | Léandre Huck         | Jordan Levasseur       |
| 2024  | Max Delarue           | Elyes Plenel-Jobard  | Mattéo Viardot         |
| 2025  | Max Delarue           | Guillaume Adam       | Timothé Gabriel        |